# Regenhart & Raymann
Regenhart & Raymann waren bedeutende k.u.k. Hof- und Kammerlieferanten und eine k.k. priv. Leinen- und Tischzeug-Fabrik aus Freiwaldau, dem heutigen Jeseník. Weitere Fabriksniederlassungen befanden sich in Wien.

## Geschichte

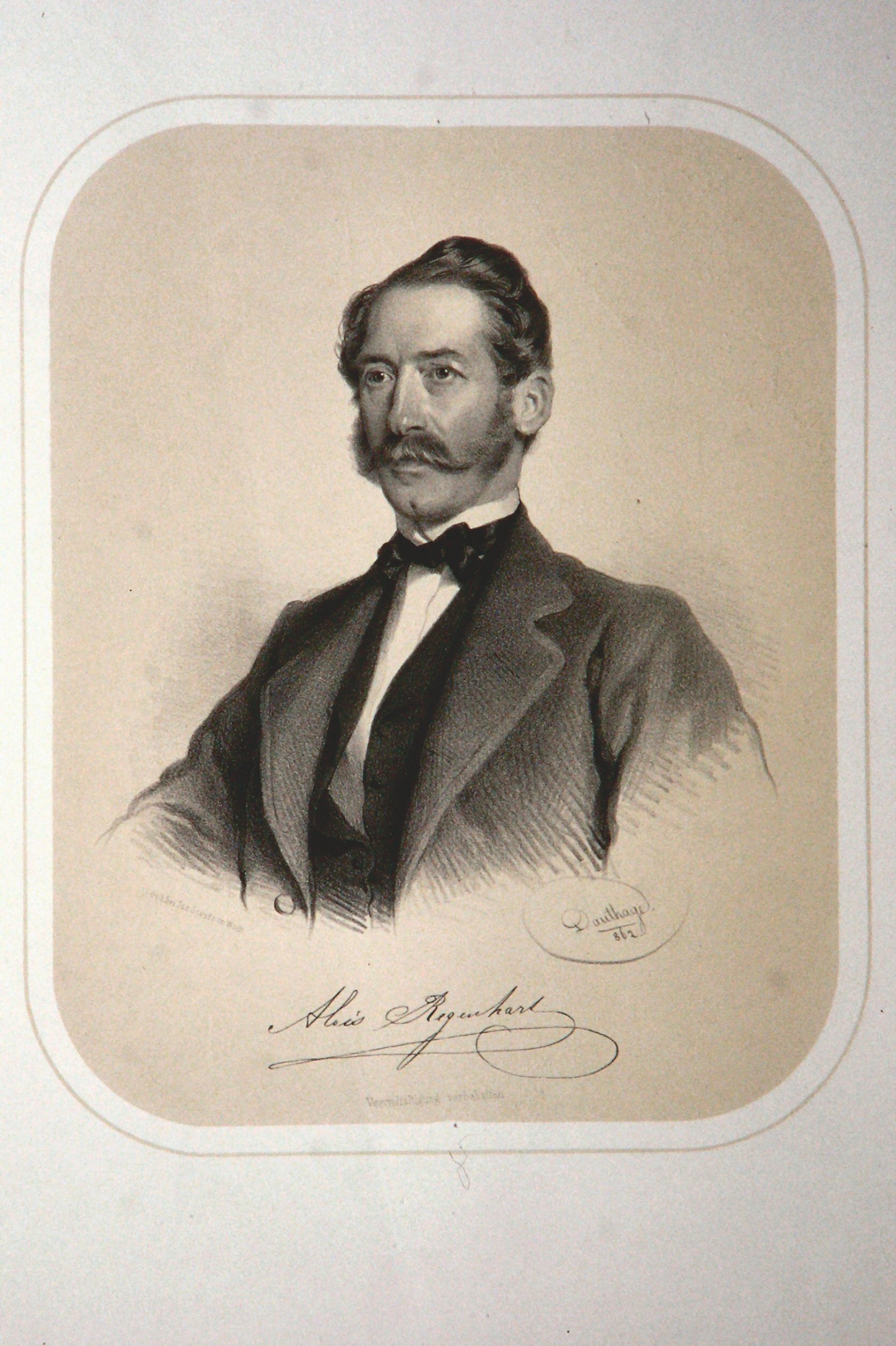
Alois Regenhart II. (1815–1871)

Aus kleinen Anfängen entstand das Unternehmen mit der Gründung im Jahre 1810 vom Großvater der späteren Inhaber Ernst und Alois Regenhart. 1819 wurde es durch eine Verbindung mit der Familie Raymann, welche die Erzeugung 1822 in Freiwaldau begonnen hatte, erweitert. Bereits 1839 in Wien sowie auf allen folgenden großen Ausstellungen mit den höchsten Auszeichnungen prämiert, wurde der Firma schon 1845 das ordentliche Landesbefugnis verliehen, mit dem Recht, den kaiserlichen Adler und den Titel „k.k. priv.“ zu führen. Im Jahre 1855 wurde ihr die Auszeichnung zuteil, mit den Lieferungen für den kaiserlichen Hof betraut zu werden, worauf 1859 den Inhabern die Verleihung des Titels „k.k. Hoftischzeuglieferanten“ erfolgte. Im Jahre 1860 besuchte Kaiser Franz Joseph I. höchstpersönlich die Leinen- und Damastweberei Regenhart & Raymann in Freiwaldau.
Durch Einführung irischer Appreturmaschinen gelang es auch, die ausländische Konkurrenz in Hemdenleinen und Taschentüchern zu bekämpfen. Die im Jahre 1864 errichtete mechanische Leinenweberei, die erste in Österreich, sowie die Angliederung einer zweiten, großen Fabrik im Jahre 1876 erweiterte das Unternehmen derart, dass es um 1900 zirka 2.500 ständige Arbeiter und außerdem ungefähr 1.000 Personen in häuslicher Nebenbeschäftigung beschäftigte. Die Fabrikate der Firma genossen im In- und Ausland einen guten Ruf, sie wurden u. a. auch auf verschiedenen Weltausstellungen präsentiert, so in Philadelphia 1876.
Nach dem Tod von Alois Regenhart wurden seine Witwe Sophie Regenhart und Adolph Raymann gemeinsam Inhaber der Firma und erhielten den Hoflieferantentitel. Nachfolgende Inhaber waren Ernst und Alois Regenhart. Zu ihnen gesellten sich später Oskar und Erwin Regenhart sowie Erwin Weiß und Dr. Karl Hielle als Inhaber, die allesamt ebenfalls den Hoflieferantentitel erhielten.
An Wohlfahrtseinrichtungen besaß die Firma nebst einer Betriebskrankenkasse, deren Beiträge von dem Unternehmer allein getragen wurden, ein Pensionsinstitut für die Angestellten sowie Kassen für Alters- und Invalidenunterstützungen der Arbeiter, welche in Verwaltung der Mitglieder standen und um 1900 über ein Vermögen von über 1,300.000 Österreichische Kronen verfügten.

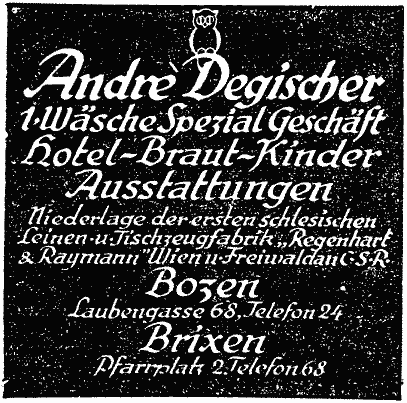
Regenhart & Raymann-Werbeschaltung der Fa. Degischer aus Bozen, 1925

Eine Hauswebereinrichtung wurde von der Firma Regenhart & Raymann im Jahr 1916 dem Technischen Museum Wien übergeben, wo sie bis heute als Exponat zur Geschichte der Weberei ihren Platz hat.